# 毕业歌
《毕业歌》，是1934年中國電影《桃李劫》的主題曲，由田漢作詞、聶耳作曲。此歌曲以青年學生為對象，表達了當時青年的愛國激情，在社會上引起了熱烈的反響。
该歌曲也是云南玉溪师范学院的校歌。

## 历史
《毕业歌》是1934年中國電影《桃李劫》的主题曲，由田汉作词、聂耳作曲。在《桃李劫》中，此歌曲首次出現於青年聚首一堂慶祝毕业的場面上，並在電影结束时再一次奏起，有提示電影主旨的意義。歌詞以青年學生為對象，內容包括指出中國當時面临的形势，呼籲學生不要淪為奴隶、而是要在戰場上為國拚死，最後满怀激情地號召學生「担负起天下的兴亡」。電影上映一段時間後，百代公司把《毕业歌》灌錄成唱片，流传至今。

## 歌词
同学们，大家起来，

担负起天下的兴亡！

听吧，满耳是大众的嗟伤！

看吧，一年年国土的沦丧！

我们是要选择“战”还是“降”？

我们要做主人去拼死在疆场，

我们不愿做奴隶而青云直上！

我们今天是桃李芬芳，

明天是社会的栋梁；

我们今天弦歌在一堂，

明天要掀起民族自救的巨浪！

巨浪，巨浪，不断地增长！

同学们！同学们！

快拿出力量，

担负起天下的兴亡！

巨浪，巨浪，不断地增长！

同学们！同学们！

快拿出力量，

担负起天下的兴亡！

## 迴響

### 評價和公眾影響
在《桃李劫》上映後，《毕业歌》流传极广，既为製作《桃李劫》的电通影片公司奠下创业基础，也被譽為作曲家聶耳的成功之作。此歌曲採用进行曲风格，节奏明快，运用了大量附点音型和切分音，具有鲜明而铿锵有力的节奏，号召性也極强，把思想性和艺术性共冶一爐。
電影上映的時代正值中國面臨日本侵略、各界號召救亡之時。《毕业歌》便表達了當時青年的爱国激情、「天下兴亡，匹夫有责」的思想，传唱一时。此歌曲在社会上立即产生了热烈的反响，尤見於青年知识分子；不少知识青年的思想受到《毕业歌》等抗日救亡歌曲的影響，响应歌曲号召，參與抗日戰爭以至中國民族解放的事業，投身革命運動。到了現代，學生仍然受《毕业歌》心繫国家民族的思想感情所影響。

### 相關文化作品
2015年，江苏卫视和河北卫视上映了由严歌苓编剧、曹盾执导的电视剧《毕业歌》，此剧採用了類近於《桃李劫》的故事内核，讲述兩名青年人參與抗日運動的經歷；片头曲《毕业歌——巨浪》和片尾曲《毕业歌》基於田汉的原作，编曲則是原有版本的改造，由音乐製作人张镒麟重新编曲。

### 大眾文化
中華人民共和國前領導人江泽民曾多次指揮和演唱《毕业歌》，這令《毕业歌》成為膜蛤文化的一部分。
在《忆厉恩虞同志》一文中，江泽民憶述自己在1943年參與了中國共產黨地下组织发动的清毒运动，在汪精衛政權控制下的南京衝砸鸦片烟馆，於国民大会堂廣場前焚烧毒品和吸毒用具，並與其他學生齐声唱《毕业歌》。
1980年代，江泽民率眾瞻仰聂耳墓，期間指挥眾人唱《毕业歌》；云南电视台把这次採訪片段製成电视新闻特写，获得1989年全国优秀电视新闻特等奖。1999年5月4日，江泽民出席纪念五四运动80周年晚会，指挥全场唱《毕业歌》。在2001年的第七次中华全国文学艺术工作者代表大会上，江泽民等人指揮了《毕业歌》合唱。
江泽民曾在哥倫比亞廣播公司的新聞雜誌節目上接受美國記者迈克·华莱士訪問，受訪期間對华莱士唱出《毕业歌》。

## 政治地位

文化大革命时期小学教科书（湖南省小学试用课本第十册语文书）的课文，显示《毕业歌》被改词

### 受滿洲國和汪精衛政權打壓
一度控制中國東北的日本扶植的傀儡政權滿洲國曾以「有碍日满亲善」、「有碍大东亚圣战」、「反满抗日」為由，禁止演唱《毕业歌》等數十首歌曲。汪精衛政權曾在1943年7月23日下令禁止演唱《毕业歌》等200多首抗日歌曲。

### 文化大革命時被改詞
文化大革命期間，《毕业歌》的词作者田汉遭到批鬥，被逼害致死。《人民日报》其後发表了重新填词的《毕业歌》，重新填写的歌詞加入了跟隨中國共產黨、工農與學生一起抗日等內容。

### 引用
1. ↑  胡平生.  (PDF). 台大历史学报. 2007-06-30, (第39期)  [2019-05-13]. （原始内容存档 (PDF)于2019-05-13）.
2. ↑  中国共产党玉溪师范学院委员会组织部. . 玉溪师范学院官方网站.   [2018-05-10]. （原始内容存档于2022-02-07）.
3. 1 2  柳秀文 & 康健民 2009，第5頁.
4. 1 2  中囯人民大学书报资料中心 2005，第282頁.
5. ↑  赵正节 & 武晔岚 2005，第27頁.
6. ↑  陈文平 & 蔡继福 2007，第191頁.
7. ↑  张元民 1999，第216頁.
8. ↑  李姝林 2008，第186頁.
9. ↑  郭学勤 2005，第75頁.
10. ↑  张元民 1999，第730頁.
11. 1 2  曾念群 2015.
12. ↑  周星 2005，第1853頁.
13. 1 2  柳秀文 & 康健民 2009，第6頁.
14. ↑  江泽民 2006.
15. ↑  云南人民出版社 1997，第221頁.
16. ↑  中国青年出版社 1998.
17. ↑  人民日报社 2002，第5頁.
18. ↑  库恩 2005.
19. ↑  张凤鸣 & 高晓燕 1999，第554頁.
20. ↑  张元民 1999，第48頁.
21. ↑  陈东林 & 杜蒲 1994，第65頁.
22. ↑  陈东林 & 杜蒲 1994，第563頁.
23. ↑  河北人民出版社 2010，第214頁.

### 文獻
- 陈东林; 杜蒲.  3. 吉林人民出版社. 1994. |issue=被忽略 (帮助)
- . 云南人民出版社. 1997.
- 1. 中国青年出版社. 1998.
- 张元民. 贻弓吴 , 编. . 上海社会科学院出版社. 1999.
- 张凤鸣; 高晓燕. 辛培林 , 编. . 黑龙江人民出版社. 1999.
- 人民日报社.  (1–12). 2002.
- 赵正节; 武晔岚.  1. 中国长安出版社. 2005.
- 周星. . 北京师范大学出版社. 2005.
- (1–6). 中囯人民大学书报资料中心. 2005.
- 罗伯特·劳伦斯·库恩. . . 上海译文出版社. 2005. ISBN 7532736555.
- 郭学勤. . 浙江人民出版社. 2005. ISBN 9787213031694.
- 江泽民. .  2 1. 2006.
- 陈文平; 蔡继福. . 上海文化出版社. 2007. ISBN 9787807400578.
- 李姝林. . 京华出版社. 2008. ISBN 9787807243137.
- 柳秀文; 康健民. . 中国电影出版社. 2009.
- 7. 河北人民出版社. 2010. ISBN 9787202048818.
- 曾念群. . 京华时报. 2015-09-10  [2017-04-14]. （原始内容存档于2017-04-14）.